# Gymnobothroides
Gymnobothroides is een geslacht van rechtvleugeligen uit de familie veldsprinkhanen (Acrididae). De wetenschappelijke naam van dit geslacht is voor het eerst geldig gepubliceerd in 1917 door Karny.

## Soorten
Het geslacht Gymnobothroides omvat de volgende soorten:
- Gymnobothroides hemipterus Miller, 1932
- Gymnobothroides hypsophilia Jago, 1968
- Gymnobothroides keniensis Johnston, 1937
- Gymnobothroides levipes Karsch, 1896
- Gymnobothroides pullus Karny, 1917